# Ralf Tribuntsov
Ralf Tribuntsov (* 22. September 1994 in Silkeborg, Dänemark) ist ein estnischer Schwimmsportler, spezialisiert auf die kurzen Rücken-, Delfin- und Freistil-Distanzen. Der Teilnehmer an den Schwimmweltmeisterschaften 2015 ist mehrfacher estnischer Meister und Rekordhalter.

## Sportlerleben
Der Sohn eines Basketballtrainers und Bruder eines Basketballspielers aus Dänemark verbesserte seine schwimmerischen Fähigkeiten als Student an der University of Southern California.
Bei der Schwimm-WM im russischen Kasan konnte er über 50 m und 100 m Rücken (25,45/55,13 s) sowie 50 m und 100 m Delfin (24,28/54,38 s) die Vorläufe nicht überstehen (Platzierungen 21./32./35./45).
Dabei hatte er bei den Kurzbahneuropameisterschaften 2013 im dänischen Herning schon einen geteilten 8. Rang über 100 m Rücken zusammen mit dem Italiener Niccolò Bonacchi in 51,69 s zu verzeichnen (Sieger Jérémy Stravius, 49,74 s).
Bei den Kurzbahneuropameisterschaften 2015 im israelischen Netanja gab es über dieselbe Strecke die gleiche Platzierung in 52,04 s hinter Jan-Philip Glania (51,41 s). Sieger wurde hier der Pole Radosław Kawęcki (49,64 s). Auch mit der estnischen 4-mal-50-Meter-Freistilstaffel wurde Tribuntsov Achter.